# Sonningprijs
De Sonningprijs (Deens: Sonningprisen) is een Deense prijs voor uitmuntende bijdragen aan de Europese cultuur. De prijs is genoemd naar de Deense uitgever en schrijver Carl Johan Sonning (1879-1937), die de prijs bij testament instelde. De prijs wordt toegekend door een commissie van geleerden die traditioneel onder voorzitterschap staat van de Rector Magnificus van de Universiteit van Kopenhagen. Aan de prijs is een geldbedrag verbonden van 1 miljoen Deense Kronen, dat is ongeveer 135.000 Euro. De prijs wordt eens in de twee jaar uitgereikt op 19 april, geboortedag van de naamgever. In 1950 werd de prijs voor het eerst toegekend, en wel aan Winston Churchill.

## Prijswinnaars[1]
| Jaar | Laureaat                   | Gebied                            | Nationaliteit            |
| ---- | -------------------------- | --------------------------------- | ------------------------ |
| 2025 | Hervé This                 | chemie en gastronomie             | Frankrijk                |
| 2023 | Marina Abramović           | performancekunst                  | SRB (Servië)             |
| 2021 | Svetlana Aleksijevitsj     | literatuur en maatschappijkritiek | Wit-Rusland              |
| 2018 | Lars von Trier             | film                              | Denemarken               |
| 2014 | Michael Haneke             | film                              | Oostenrijk               |
| 2012 | Orhan Pamuk                | literatuur                        | Turkije                  |
| 2010 | Hans Magnus Enzensberger   | literatuur                        | Duitsland                |
| 2008 | Renzo Piano                | architectuur                      | Italië                   |
| 2006 | Ágnes Heller               | filosofie                         | Hongarije                |
| 2004 | Mona Hatoum                | kunst                             | Verenigd Koninkrijk      |
| 2002 | Mary Robinson              | politiek                          | Ierland                  |
| 2000 | Eugenio Barba              | theater                           | Italië                   |
| 1998 | Jørn Utzon                 | architectuur                      | Denemarken               |
| 1996 | Günter Grass               | literatuur                        | Duitsland                |
| 1994 | Krzysztof Kieślowski       | film                              | Polen                    |
| 1991 | Václav Havel               | literatuur en politiek            | Tsjecho-Slowakije        |
| 1989 | Ingmar Bergman             | theater en film                   | Zweden                   |
| 1987 | Jürgen Habermas            | filosofie                         | Bondsrepubliek Duitsland |
| 1985 | William Heinesen           | literatuur                        | Faeröer                  |
| 1983 | Simone de Beauvoir         | author                            | Frankrijk                |
| 1981 | Dario Fo                   | theater                           | Italië                   |
| 1979 | Hermann Gmeiner            | oprichter SOS Kinderdorpen        | Oostenrijk               |
| 1977 | Arne Næss                  | filosofie                         | Noorwegen                |
| 1975 | Hannah Arendt              | politicologie                     | Verenigde Staten         |
| 1973 | Sir Karl Popper            | filosfie                          | Oostenrijk               |
| 1971 | Danilo Dolci               | maatschappelijk werk              | Italië                   |
| 1970 | Max Tau                    | literatuur                        | Bondsrepubliek Duitsland |
| 1969 | Halldór Laxness            | literatuur                        | IJsland                  |
| 1968 | Arthur Koestler            | literatuur                        | Verenigd Koninkrijk      |
| 1967 | Willem A. Visser't Hooft   | theologie                         | Nederland                |
| 1966 | Laurence Olivier           | toneel                            | Verenigd Koninkrijk      |
| 1965 | Richard Coudenhove-Kalergi | literatuur en politiek            | Oostenrijk               |
| 1964 | Dominique Pire             | theologie                         | België                   |
| 1963 | Karl Barth                 | theologie                         | Zwitserland              |
| 1962 | Alvar Aalto                | architectuur                      | Finland                  |
| 1961 | Niels Bohr                 | natuurkunde                       | Denemarken               |
| 1960 | Bertrand Russell           | filosofie                         | Verenigd Koninkrijk      |
| 1959 | Albert Schweitzer          | filosofie                         | Bondsrepubliek Duitsland |
| 1950 | Sir Winston Churchill      | politiek                          | Verenigd Koninkrijk      |